# Hector Sánchez
Hector Sanchez (né le 11 novembre 1989 à Maracay, Aragua, Venezuela) est un receveur des Padres de San Diego de la Ligue majeure de baseball.
Joueur des Giants de San Francisco de 2011 à 2015, il fait partie des équipes championnes des Séries mondiales de 2012 et de 2014.

## Carrière
Au cours de la saison 2011, Hector Sanchez passe du niveau A au niveau AAA en quelques mois dans les ligues mineures. Rappelé par les Giants de San Francisco après la pause du match des étoiles, il fait ses débuts dans le baseball majeur le 15 juillet 2011. Il frappe son premier coup sûr au plus haut niveau contre le lanceur Luke Gregerson des Padres de San Diego le 23 août 2011.
À la fin de l'entraînement de printemps 2012, les Giants échangent le receveur Chris Stewart aux Yankees de New York et choisissent Sánchez plutôt que Eli Whiteside pour être le substitut au receveur Buster Posey à l'ouverture de la saison 2012. En 74 matchs en 2012, il maintient une moyenne au bâton de ,280 avec 15 doubles, 3 circuits et 34 points produits. Son premier circuit dans les majeures est réussi le 23 avril 2012 aux dépens du lanceur Dillon Gee des Mets de New York. Sánchez remporte la Série mondiale 2012 avec San Francisco.
En 2013, il frappe pour ,248 avec 3 autres circuits en 63 matchs. En 2014, sa moyenne au bâton ne s'élève qu'à ,196 en 66 parties et sa saison prend fin après deux commotions cérébrales, la seconde subie lorsqu'il est avec le club-école de Fresno pour préparer son retour chez les Giants et reçoit une fausse balle sur le masque. Sa moyenne au bâton chute à ,179 en 28 matchs joués en 2015.
En 244 joués sur 5 saisons, de 2011 à 2015, pour les Giants, Sanchez a compilé 10 circuits, 87 points produits et frappé pour ,240 de moyenne au bâton.

### White Sox de Chicago
Le 18 décembre 2015, Sánchez rejoint les White Sox de Chicago.